# Марон, Исаак Абрамович
Исаак Абрамович Марон (8 мая 1911 — 11 октября 1980) — советский математик, профессор.

## Биография
В 1929 году окончил Минский педагогический техникум и работал сельским учителем в школах БССР. Затем поступил на математико-механический факультет Ленинградского государственного университета по специальности «математика», который окончил в 1938 году. Помимо учёбы участвовал в университетской общественной жизни, будучи членом редакции многотиражной газеты «Ленинградский университет», а студентом старших курсов начал преподавать математику на Ленинградских курсах усовершенствования инженерного и технического состава ВВС РККА имени К. Е. Ворошилова. В 1938 году в качестве преподавателя математики распределён в Военную академию имени Ф. Э. Дзержинского. Позже вместе с академией переехал в Москву, на кафедре проработал 37 лет до 1975 года, из них 18 лет в качестве заместителя начальника кафедры. В 1951 году защитил кандидатскую диссертацию, и в 1952 году утверждён в учёном звании доцента. В июне 1966 года избран на должность профессора кафедры математики. В 1953 году переведён обратно в Ленинград, где до 1955 года работал заместителем начальника кафедры общеобразовательных дисциплин Военной артиллерийской командной академии. В последние годы работал на кафедре математики Всесоюзного заочного института связи. Принимал участие во всесоюзных и международных съездах и конгрессах по математике. В 1966 году был приглашён докладчиком в Париж на международный конгресс по истории естествознания.

## Публикации
- Марон И. А. М. В. Остроградский и его педагогическое наследие. 1961.
- Демидович Б. П., Марон И. А. Основы вычислительной математики. Физматлит, 1963[2].
- Демидович Б. П., Марон И. А., Шувалова Э. З. Численные методы анализа: приближение функций, дифференциальные и интегральные уравнения. Физматлит, 1967[3].
- Марон И. А. Дифференциальное и интегральное исчисление: в примерах и задачах: функции одной переменной. «Лань», 2008. ISBN 5811408498.
- Виленкин Н. Я., Бохан К. А., Марон И. А., Матвеев И. В., Смолянский М. Л., Цветков А. Т. Задачник по курсу математического анализа. Просвещение, 1971[4].